# جوزيف رافائيل
جوزيف رافائيل (بالإنجليزية: Joseph Raphael)‏ هو رسام أمريكي، ولد في 2 يونيو 1869 في جاكسون في الولايات المتحدة، وتوفي في 11 ديسمبر 1950 في سان فرانسيسكو في الولايات المتحدة.